# Wereldkampioenschappen schoonspringen 2013 – tienmetertoren synchroon mannen
Het synchroonspringen vanaf de tienmetertoren voor mannen tijdens de wereldkampioenschappen schoonspringen 2013 vond plaats op 21 juli 2013 in het Piscina Municipal de Montjuïc in Barcelona.

## Uitslag
Groen geeft de finalisten weer.
| Rang   | Naam                                    | Land             | Voorronde | Voorronde | Finale | Finale |
| Rang   | Naam                                    | Land             | Punten    | Rang      | Punten | Rang   |
| ------ | --------------------------------------- | ---------------- | --------- | --------- | ------ | ------ |
| Goud   | Sascha Klein Patrick Hausding           | Duitsland        | 433.50    | 2         | 461.46 | 1      |
| Zilver | Viktor Minibajev Artem Tsjesakov        | Rusland          | 409.86    | 4         | 445.95 | 2      |
| Brons  | Cao Yuan Zhang Yanquan                  | China            | 460.74    | 1         | 445.56 | 3      |
| 4      | Germán Sánchez Iván García              | Mexico           | 427.44    | 3         | 442.86 | 4      |
| 5      | Jeinkler Aguirre José Guerra            | Cuba             | 403.68    | 6         | 434.49 | 5      |
| 6      | Oleksandr Gorsjkovozov Dmytro Mezhenski | Oekraïne         | 406.59    | 5         | 425.52 | 6      |
| 7      | Francesco Dell'Uomo Maicol Verzotto     | Italië           | 376.68    | 8         | 386.25 | 7      |
| 8      | Kim Yeong-nam Woo Ha-ram                | Zuid-Korea       | 390.18    | 7         | 386.22 | 8      |
| 9      | So Myong-hyok Kim Sun-bom               | Noord-Korea      | 347.28    | 10        | 376.56 | 9      |
| 10     | Toby Stanley David Bonuchi              | Verenigde Staten | 360.75    | 9         | 372.84 | 10     |
| 11     | Vadim Kaptoer Jaoeheni Karaliov         | Wit-Rusland      | 343.02    | 11        | 356.79 | 11     |
| 12     | Víctor Ortega Juan Ríos                 | Colombia         | 338.85    | 12        | 354.30 | 12     |
| 13     | Espen Valheim Daniel Jensen             | Noorwegen        | 336.96    | 13        |        |        |
| 14     | Andryan Andryan Adityo Restu Putra      | Indonesië        | 307.44    | 14        |        |        |